# Bartolomeo Eustachio

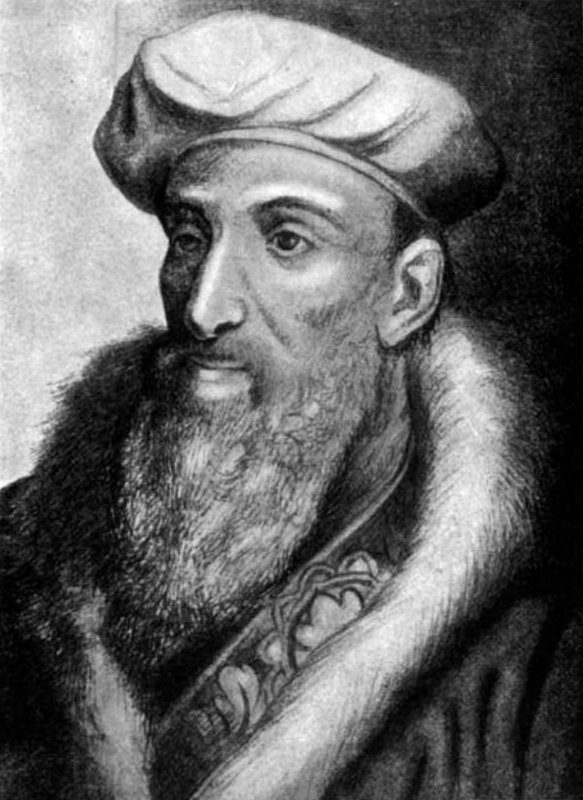
Bartolomeo Eustachio

Bartolomeo Eustachio (n. 1500 sau 1514 - d. 27 august 1574), Eustachius în latină, a fost savant, anatomist și medic italian, unul din fondatorii anatomiei umane.

## Biografia
Orașul său de proveniență este San Severino, lângă Macerata, Italia. 
Bartolomeo era fiul lui Mariano Eustachio, medic renumit ce aparținea unei familii de nobili. Tatăl insistă ca fiul să primească o educație umanistă, incluzând obținerea unor cunoștințe temeinice de greacă, ebraică și arabă, permițându-i ulterior accesul la textele medicale scrise în aceste limbi în original, de exemplu operele lui Avicenna în arabă.
Eustachio a studiat medicina la Roma și apoi, din 1540 a început să practice această profesie în orașul său natal.
Valoarea lui Eustachio a fost remarcată de către ducele de Urbino, fiind angajat medic personal al acestuia. Ulterior, a intrat și în slujba fratelui ducelui, cardinalul Giulio della Rovere, pe care Eustachio l-a urmat la Roma în 1549.
După moartea lui Realdo Colombo (1559), Eustachio îl succede ca profesor de anatomie la Collegia della Sapienza. Unul dintre studenții săi valoroși a fost viitorul anatomist Juan Valverde de Amusco.
Poziția sa academică îi permitea să obțină cu ușurință cadavre pentru disecție (de la spitalele Santo Spirito și Consolazione), ceea ce îl va ajuta la realizarea studiilor și observațiilor sale.
Eustachio s-a stins din viață la Roma în 1574.

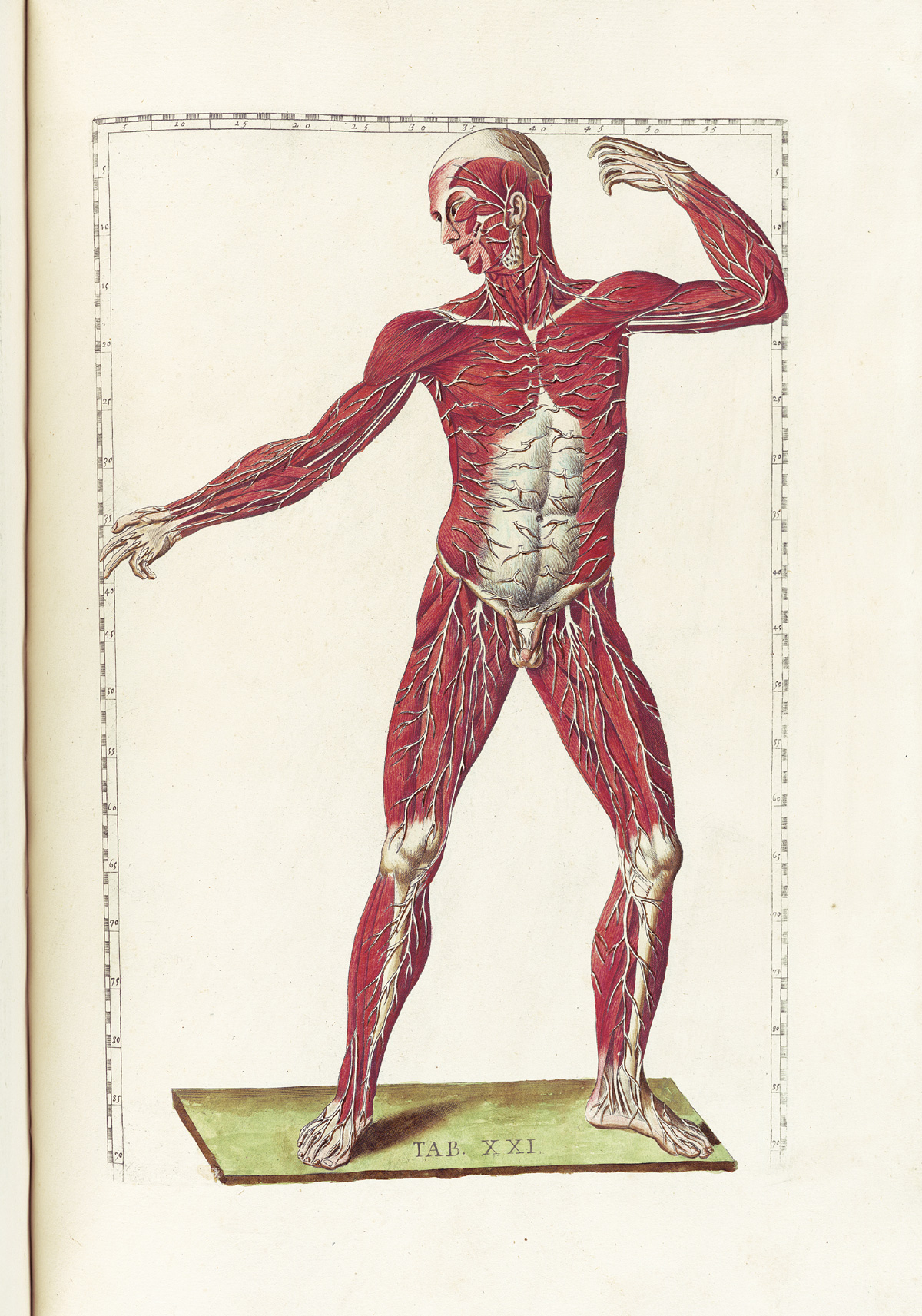
Tabulae anatomicae, (Roma, 1783) tabelul 21

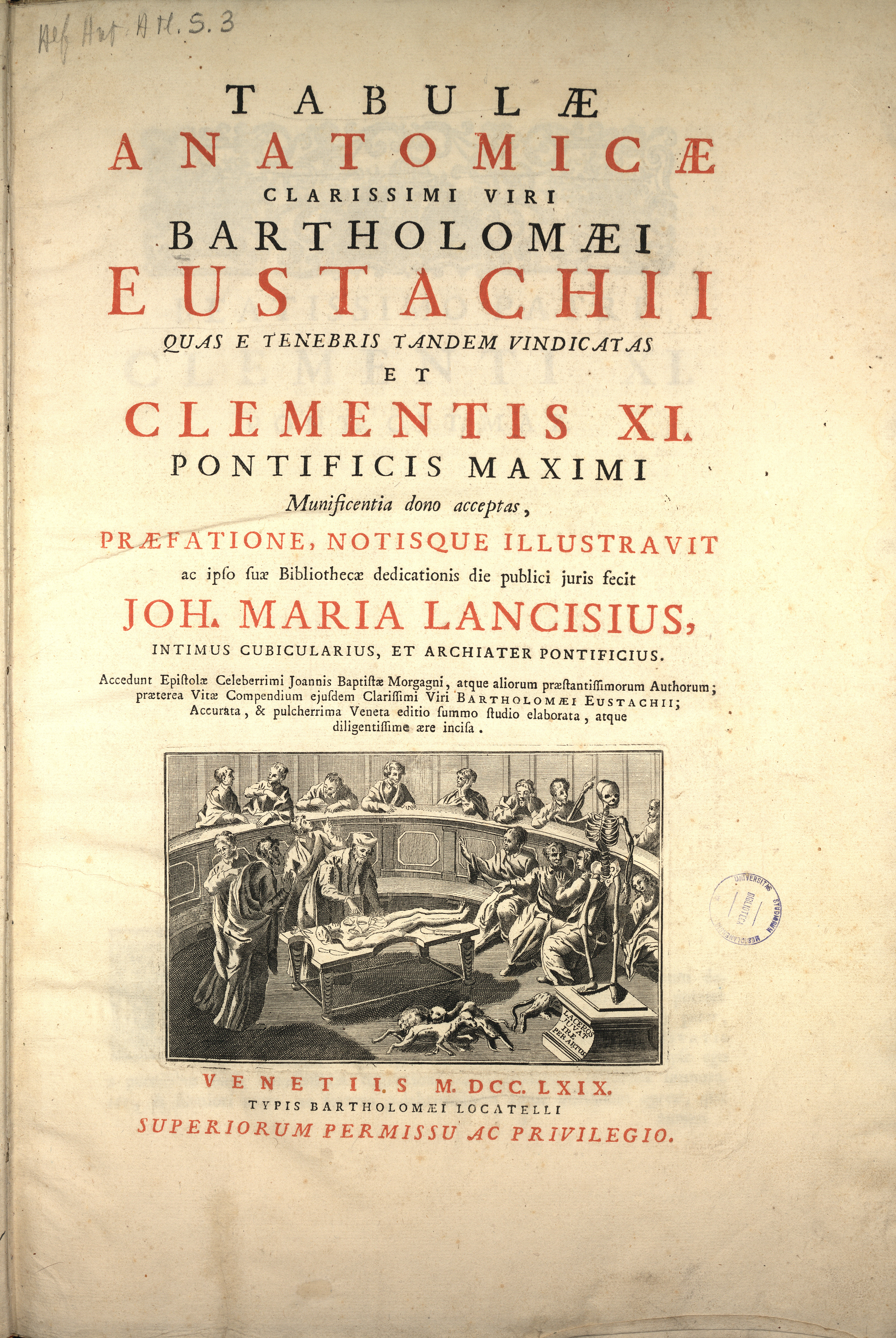
Tabulae anatomicae, (Roma, 1783) pagina-titlu

## Activitate

### Contribuții
La început, Eustachio îl critică pe Andreas Vesalius, considerând că acesta s-a îndepărtat prea mult de teoria lui Galen. Dar, continuându-și cercetările și observațiile antomice începe să aprecieze valoarea compatriotului său și să devină el însuși un adversar al lui Galen.
Cea mai importantă operă a sa a fost Tabulae anatomicae. Aceasta conținea o sumedenie de plăci anatomice (un fel de planșe) pe care el însuși le-a gravat. Editarea ei completă a fost în 1552, la numai 9 ani după ce Vesalius publicase al său celebru său tratat De humani corporis fabrica, dar Eustachio nu a avut posibilitatea să o dea publicității în timpul vieții, deoarece se temea de excomunicare din partea Bisericii Catolice.
Lucrarea dovedește că Eustachio a efectuat disecții în mod sistematic, cu multă atenție și a încercat să le reproducă prin desene cu foarte multă acuratețe, depășind în multe privințe lucrarea similară a lui Vesalius. Faptul că această carte a devenit faimoasă se datorează și restricțiilor impuse asupra anatomiștilor din perioada Renașterii de către religie.
Eustachio a extins cunoștințele despre anatomia urechii studiind toate detaliile urechii interne (ciocanul , nicovala, scărița și cohleea), redescoperind și descriind corect acea cale de legătură dintre faringe și urechea medie, numită ulterior trompa lui Eustachio.
Eustachio a mai studiat și descris cu multe amănunte: anatomia dinților (observând prima și a doua dentiție), originea nervilor optici, circulația sanguină fetală iar, în 1563, a descoperit glandele suprarenale.
Mai sunt studiate și reprezentate prin desene: rinichii, valvulele cardiace, vena cavă, coloana vertebrală, măduva spinării, mușchii (cum ar fi: mușchiul sterno-cleido-mastoindian, cel elevator al pleoapei, cel cocccigian etc.), precum și alte organe interne, la studiul cărora a utilizat un fel de lentile (microscopul de mai târziu !) .
O altă inovație promovată Eustachio o constituie tehnica injectării de lichide colorate pentru studiul vaselor sanguine.

### Scrieri
- 1552 (Veneția): Tabulae anatomicae[13]
- 1563: De Renibus - dizertații
- 1563: De Dentibus
- 1564: câteva Opuscule

## Posteritatea
Chiar dacă în epoca sa nu au fost considerate la justa lor valoare, contribuțiile lui Eustachio s-au bucurat de apreciere timp de multe secole de la moartea sa.
În afară de trompa lui Eustachio, avem și valva lui Eustachio - denumiri care, în semn de recunoaștere și prețuire, îi poartă numele, la al patrulea centenar al nașterii sale, la Collegia della Sapienzia din Roma, a fost ridicat un monunent.